# شصت و هفتمین دوره جوایز بفتا
شصت و هفتمین دورهٔ جوایز بفتا  در خانه اپرای سلطنتی لندن برگزار شد . 

## نامزدی‌ها و جوایز
| بهترین فیلم | بهترین کارگردانی |
| --- | --- |

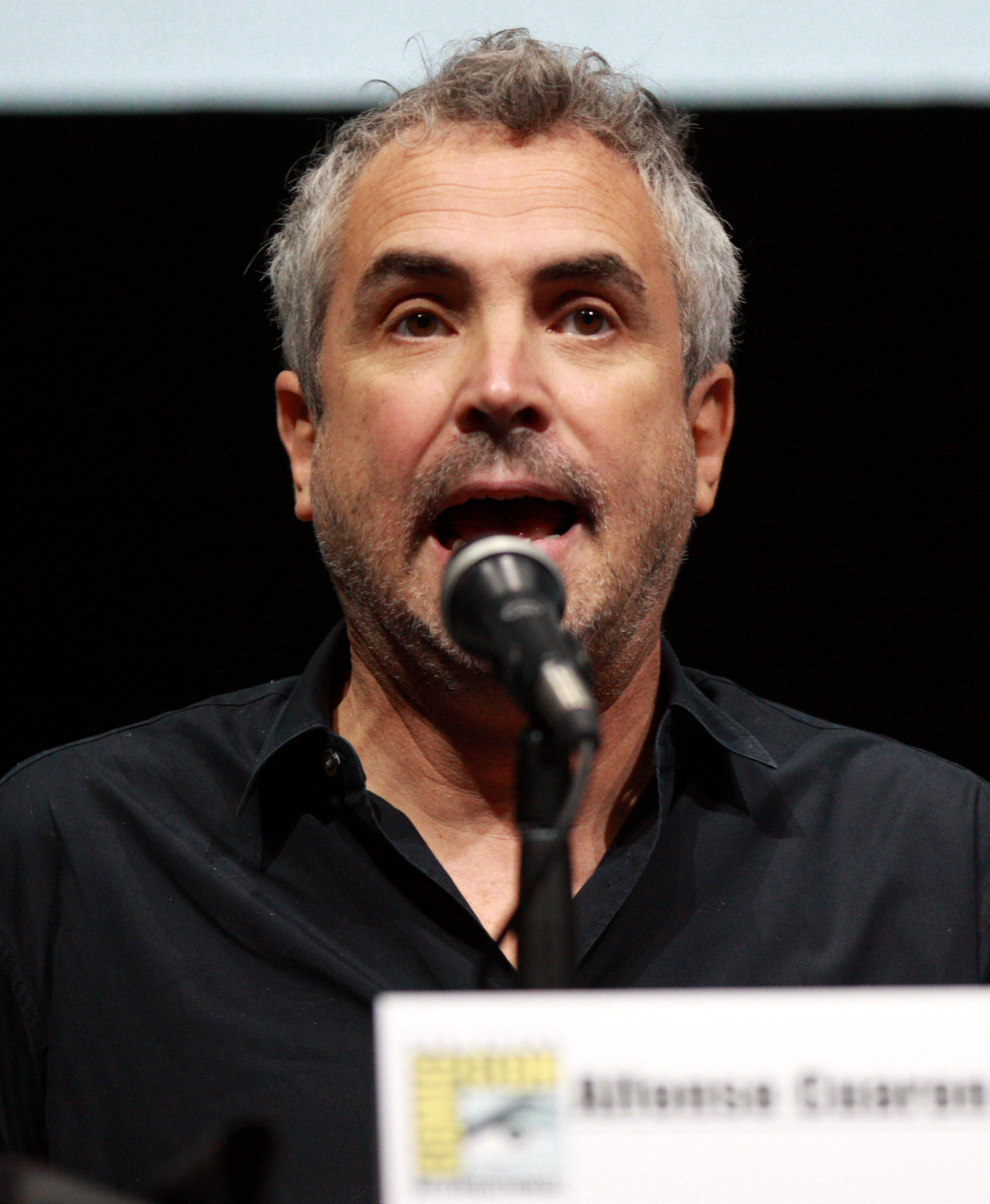
آلفونسو کوارون, برنده بهترین کارگردانی

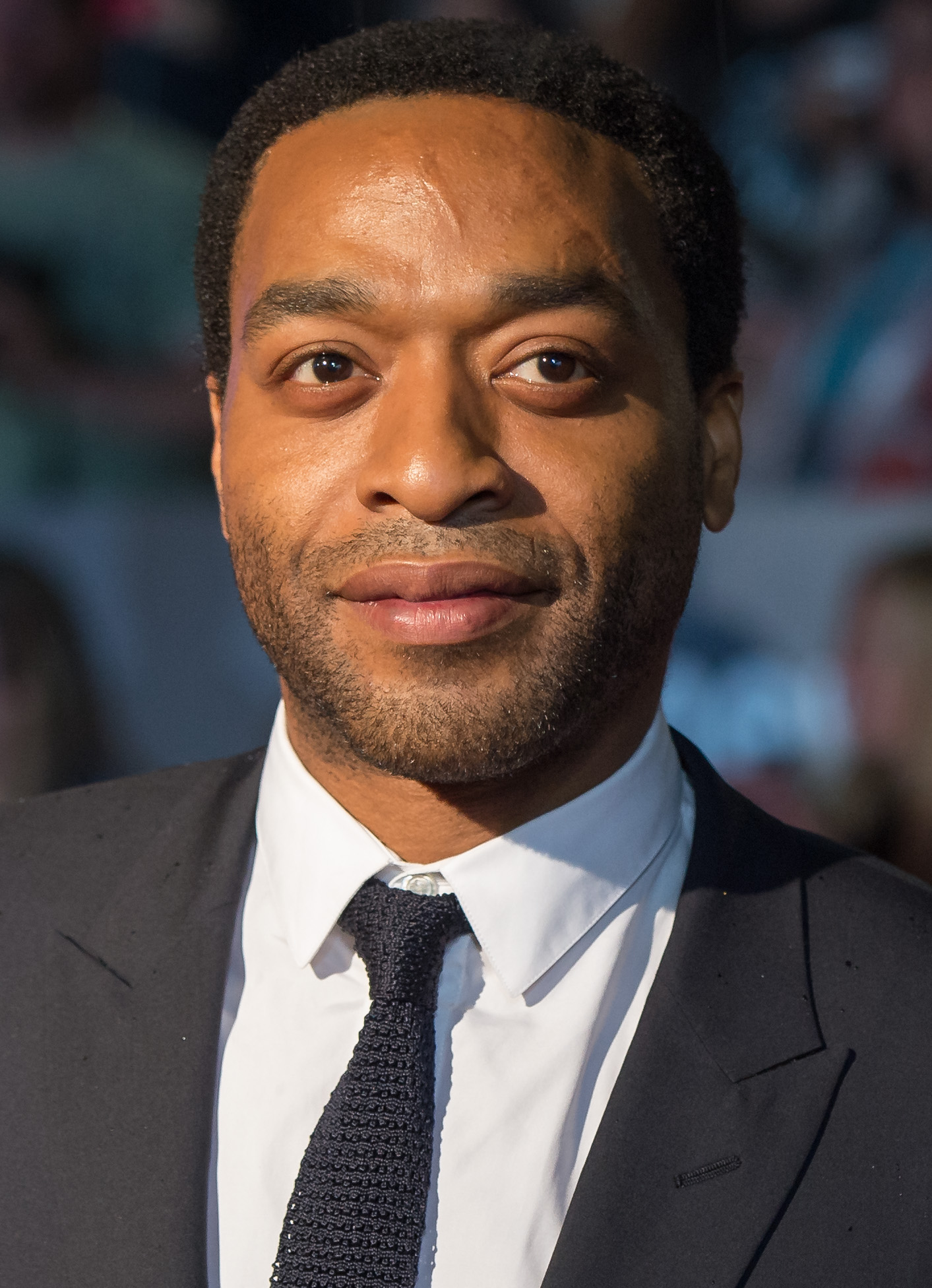
چویتل اجیوفور, برنده بهترین بازیگر نقش اول مرد

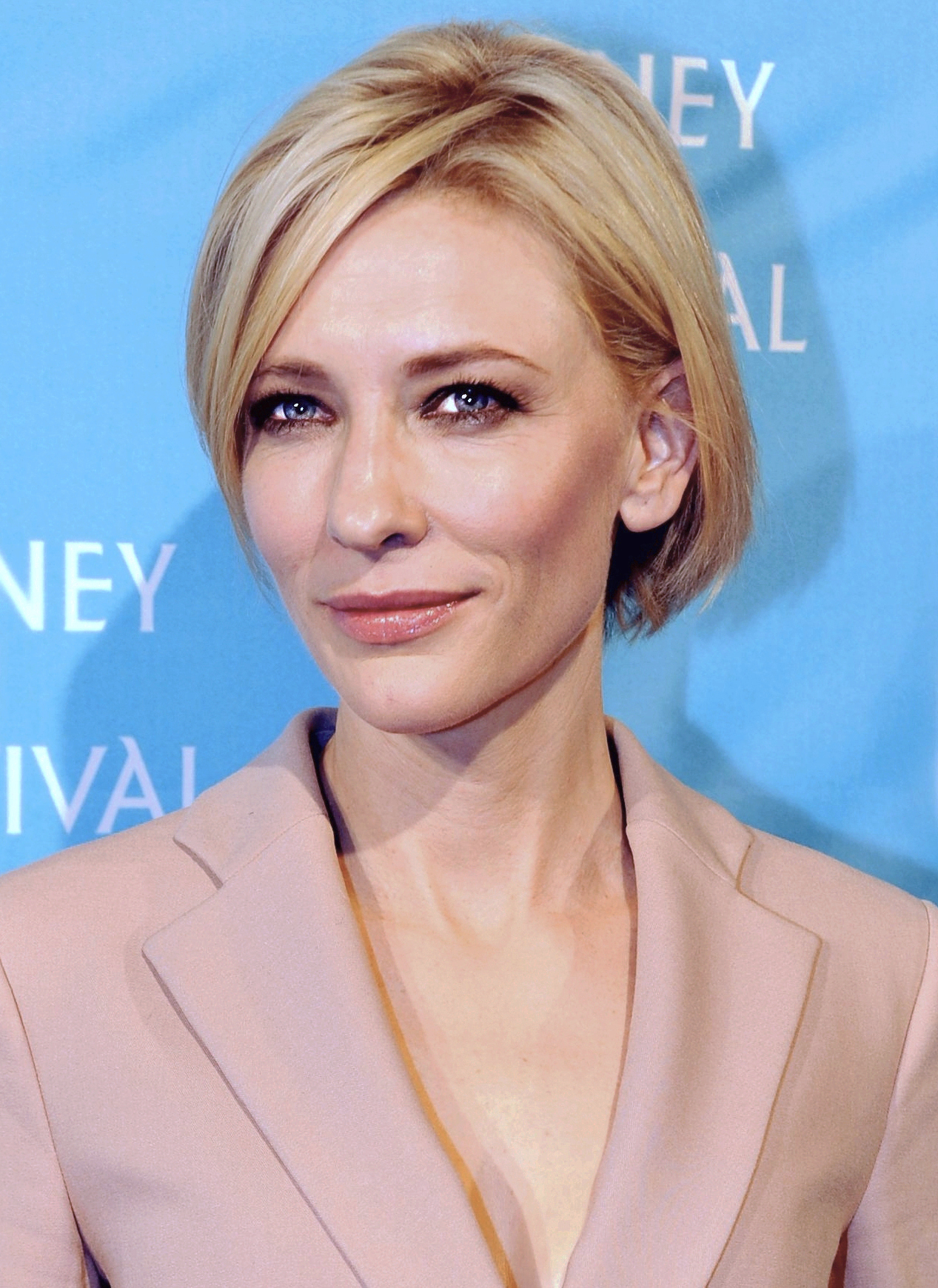
کیت بلانشت, برنده بهترین بازیگر نقش اول زن

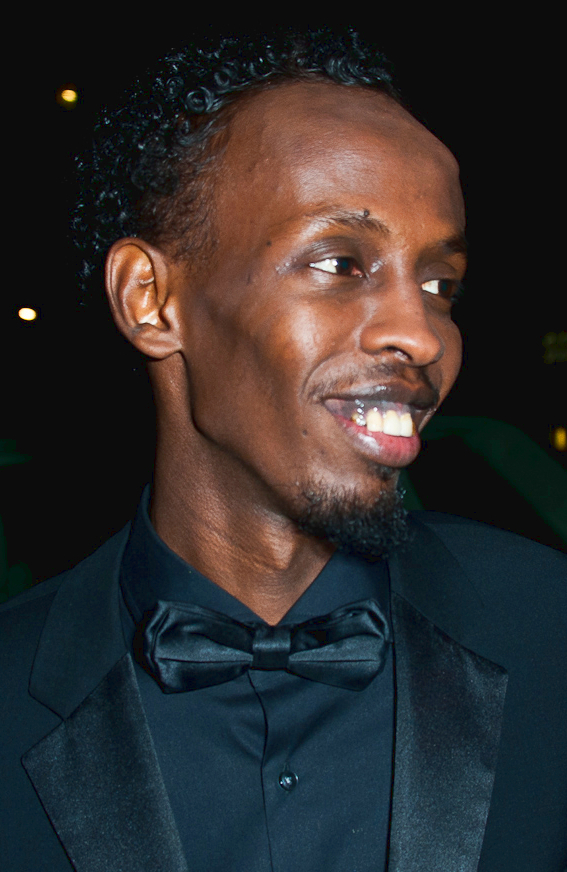
برخد عبدی, برنده بهترین بازیگر نقش مکمل مرد

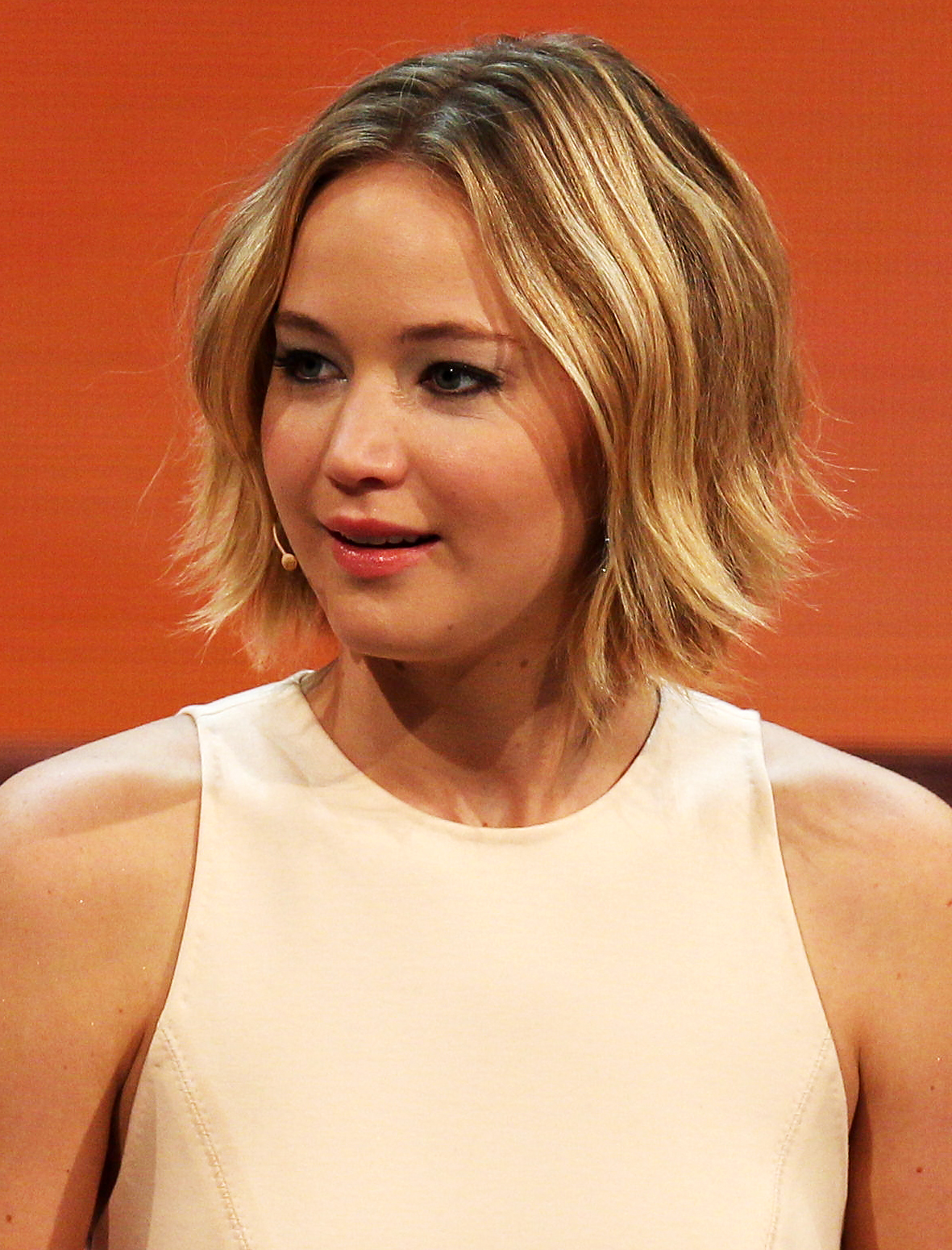
جنیفر لارنس, برنده بهترین بازیگر نقش مکمل زن

| ۱۲ سال بردگی - حقه‌بازی آمریکایی - کاپیتان فیلیپس (فیلم) - جاذبه (فیلم) - فیلومنا | آلفونسو کوارون – جاذبه (فیلم) - استیو مک‌کوئین (کارگردان) – ۱۲ سال بردگی - دیوید او. راسل – حقه‌بازی آمریکایی - پل گرینگرس – کاپیتان فیلیپس (فیلم) - مارتین اسکورسیزی – گرگ وال استریت (فیلم ۲۰۱۳)                                                               |
| بهترین بازیگر نقش اول مرد | بهترین بازیگر نقش اول زن |
| چویتل اجیوفور – ۱۲ سال بردگی as سالومون نورثاپ - کریستین بیل – حقه‌بازی آمریکایی as Irving Rosenfeld - بروس درن – نبراسکا (فیلم) as Woody Grant - لئوناردو دی‌کاپریو – گرگ وال استریت (فیلم ۲۰۱۳) as جردن بلفورت - تام هنکس – کاپیتان فیلیپس (فیلم) as ریچارد فیلیپس | کیت بلانشت – یاسمن پژمرده as Jeanette "Jasmine" Francis - امی آدامز – حقه‌بازی آمریکایی as Sydney Prosser - ساندرا بولاک – جاذبه (فیلم) as Dr. Ryan Stone - جودی دنچ – فیلومنا as Philomena Lee - اما تامسون – نجات آقای بنکس as P. L. Travers                  |
| بهترین بازیگر نقش مکمل مرد | بهترین بازیگر نقش مکمل زن |
| برخد عبدی – کاپیتان فیلیپس (فیلم) as Abduwali Muse - دانیل برول – شتاب (فیلم ۲۰۱۳) as نیکی لائودا - بردلی کوپر – حقه‌بازی آمریکایی as Richie DiMaso - مت دیمون – پشت چلچراغ as Scott Thorson - مایکل فسبندر – ۱۲ سال بردگی as Edwin Epps                            | جنیفر لارنس – حقه‌بازی آمریکایی as Rosalyn Rosenfeld - سالی هاوکینز – یاسمن پژمرده as Ginger - لوپیتا نیونگو – ۱۲ سال بردگی as Patsey - جولیا رابرتس – آگوست: اوسیج کانتی (فیلم) as Barbara Weston-Fordham - اپرا وینفری – پیشخدمت (فیلم ۲۰۱۳) as Gloria Gaines |
| فیلم‌نامه اوریجینال | فیلم‌نامه اقتباسی |
| Eric Warren Singer and دیوید او. راسل – حقه‌بازی آمریکایی - وودی آلن – یاسمن پژمرده - برادران کوئن – درون لوین دیویس - آلفونسو کوارون & Jonás Cuarón – جاذبه (فیلم) - Bob Nelson – نبراسکا (فیلم)                                                                   | استیو کوگان and جف پاپ – فیلومنا - ریچارد لاگراونیس – پشت چلچراغ - بیلی ری (صحنه‌پرداز) – کاپیتان فیلیپس (فیلم) - جان ریدلی – ۱۲ سال بردگی - ترنس وینتر – گرگ وال استریت (فیلم ۲۰۱۳)                                                                            |
| بهترین فیلمبرداری | طراحی لباس |
| امانوئل لوبزکی – جاذبه (فیلم) - Sean Bobbitt – ۱۲ سال بردگی - بری آکروید – کاپیتان فیلیپس (فیلم) - برونو دل‌بونل – درون لوین دیویس - فدون پاپامیکائیل – نبراسکا (فیلم)                                                                                              | گتسبی بزرگ (فیلم ۲۰۱۳) - حقه‌بازی آمریکایی - پشت چلچراغ - زن نامرئی (فیلم ۲۰۱۳) - نجات آقای بنکس |
| بهترین تدوین فیلم | بهترین گریم و آرایش مو |
| شتاب (فیلم ۲۰۱۳) - ۱۲ سال بردگی - کاپیتان فیلیپس (فیلم) - جاذبه (فیلم) - گرگ وال استریت (فیلم ۲۰۱۳) | حقه‌بازی آمریکایی - پشت چلچراغ - پیشخدمت (فیلم ۲۰۱۳) - گتسبی بزرگ (فیلم ۲۰۱۳) - هابیت: برهوت اسماگ |
| بهترین طراحی تولید | بهترین صدا |
| گتسبی بزرگ (فیلم ۲۰۱۳) - ۱۲ سال بردگی - حقه‌بازی آمریکایی - پشت چلچراغ - جاذبه (فیلم) | جاذبه (فیلم) - همه چیز از دست رفته است - کاپیتان فیلیپس (فیلم) - درون لوین دیویس - شتاب (فیلم ۲۰۱۳) |
| بهترین جلوه‌های ویژه تصویری | بهترین موسیقی |
| جاذبه (فیلم) - هابیت: برهوت اسماگ - مرد آهنی ۳ - حاشیه اقیانوس آرام (فیلم) - پیشتازان فضا به سوی تاریکی | استیون پرایس – جاذبه (فیلم) - هانس زیمر – ۱۲ سال بردگی - جان ویلیامز – کتاب‌دزد (فیلم) - هنری جکمن - کاپیتان فیلیپس (فیلم) - توماس نیومن - نجات آقای بنکس |
| بهترین فیلم خارجی | بهترین فیلم بریتانیا |
| زیبایی بزرگ (فیلم) - عمل کشتن - زندگی ادل - Metro Manila - وجده (فیلم ۲۰۱۲) | جاذبه (فیلم) - ماندلا: راه طولانی به آزادی - فیلومنا - شتاب (فیلم ۲۰۱۳) - نجات آقای بنکس |

### بیشترین برنده
- ۶ : جاذبه (فیلم)
- ۳ : حقه‌بازی آمریکایی
- ۲ : ۱۲ سال بردگی and گتسبی بزرگ (فیلم ۲۰۱۳)

### بیشترین کاندیدا
- ۱۱ : جاذبه (فیلم)
- ۱۰ : ۱۲ سال بردگی and حقه‌بازی آمریکایی
- ۹ : کاپیتان فیلیپس (فیلم)
- ۵ : پشت چلچراغ and نجات آقای بنکس
- ۴ : فیلومنا, شتاب (فیلم ۲۰۱۳), and گرگ وال استریت (فیلم ۲۰۱۳)
- ۳ : یاسمن پژمرده, گتسبی بزرگ (فیلم ۲۰۱۳), درون لوین دیویس, and نبراسکا (فیلم)
- ۲ : عمل کشتن, پیشخدمت (فیلم ۲۰۱۳), and هابیت: برهوت اسماگ

## جستار های مرتبط
- هفتاد و یکمین مراسم گلدن گلوب
- هشتاد و ششمین دوره جوایز اسکار